# Альфредас Бумблаускас
Альфредас Бумблаускас (лит. Alfredas Bumblauskas; нар. 18 листопада 1956, Тельшяй) — литовський історик, професор Вільнюського університету, лауреат Національної премії Литви з культури та мистецтва (1998); член сенату ВУ, член ради Інституту історії Литви, ради Вільнюської мистецької академії, комісії історії Національного олімпійського комітету Литви.

## Життєпис
Закінчив середню школу в Тельшяї (1974), у 1974–1979 навчався на історичному факультеті Вільнюського університету. Працював на історичному факультеті Вільнюського університету помічником (1979–1989).
Захистив дисертацію на науковий ступінь доктора гуманітарних наук «Генеза Реформації у Великому князівстві Литовському» (1987). Обіймав посади доцента і декана (1989–2002), з 1993 —завідувач заснованої ним кафедри теорії історії та історії культури .
З 2002 — професор, продекан історичного факультету.
З 2008 — професор, доктор габілітований.
У 1990–1992 — член сейму Саюдіса та одним із віце-голів його ради. У 1998–1999 — голова Ради Литви з культури та мистецтва.
Учасник циклів телевізійних передач «Історія Литви» („Lietuvos istorija“, 1988–1990). Один із творців циклу передач Литовського телебачення «Таємниці буття» („Būtovės slėpiniai“ ; понад сотню передач, 1993–2004; Національна премія, 1998). Творець та ведучий телевізійних передач «У тіні віків» „Amžių šešėliuose“ ; 2005–2009), «Розмови тисячоліття» „Tūkstantmečio pokalbiai“ ; 2009). У 2015–2016 — керівник національної експедиції Німаном.
В 2022 висловився про необхідність поголовної примусової «денацифікації» громадян російської федерації, незалежно від політичних поглядів і переконань. Також заявив, що росіяни не мають права називатися «русскімі». Запропонував Росію офіційно перейменувати на «Московію».
Розлучений. Діти: син Мангірдас (1978 р. н.), дочка Йогайлі (1983 р. н.).

## Наукова діяльність
Область наукових інтересів — історія Великого князівства Литовського та Реформація, теорія та дидактика історії. Співавтор та укладач книг «Історіографія та відкрите суспільство» („Istoriografija ir atvira visuomenė“, 1998), «Між історією та буттям: дослідження до 70-річчя проф. Е. Гудавічюса» („Tarp istorijos ir būtovės: studijos prof. E. Gudavičiaus 70-čiui“ „Tarp istorijos ir būtovės: studijos prof. E. Gudavičiaus 70-čiui“), «Вільнюський університет 1579—1999» („Vilniaus universitetas 1579—1999“), «Совєцька історіографія: теоретичні та ідеологічні контексти» („Sovietinė istoriografija: teoriniai ir ideologiniai kontekstai“), автор основного тексту видання „Gyvosios istorijos programa: istorinė kultūra moderniosios sąmonės formavimui“ ("Програма живої історії: історична культура для формування сучасної свідомості), один із укладачів та авторів тексту видання «Вільнюський університет у фотографії» („Vilniaus universitetas fotografijose“, 2004), співавтор інформаційного альбому „Lithuania: A Success Story“, 2006. Автор наукової ілюстрованої монографії «Історія Стародавньої Литви 1009—1795» („Senosios Lietuvos istorija 1009—1795“, 2005).

## Нагороди та звання
Лауреат Національної премії Литви з культури та мистецтва (1998), Літературної премії Симонаса Даукантаса (1999), премії парламентської асамблеї Литви та Польщі (2004), премії „Pragiedrulių“ (за цикл передач «У тіні віків», „Amžių šešėliuose“).
Кавалер Лицарського хреста ордену «За заслуги перед Польською Республікою» (1998), Офіцерського хреста ордену «За заслуги перед Польською Республікою» (1999) та Командорського хреста ордену «За заслуги перед Польською Республікою» (2009), Ордена Вітовта Великого (2003).

## Критика білоруської історіографії
У 2014 році Бумблаускас заявив, що стосунки з білорусами потрібно переглянути (наприклад, шляхом створення контрпропагандистських установ), оскільки білоруси поширюють пропаганду спадщини та привласнили історію Литви. Більш того, Бумблаускас сказав, що йому імперіалістично налаштовані білоруси нагадують устремління Адольфа Гітлера в Судетській області. Також Бумблаускас підкреслив, що історично литовський монарх Альгерд був творцем Литовської імперії, який шляхом завоювань і шлюбів приєднав значні частини нинішніх білоруських і українських територій.